# Rhialto de Schitterende
Rhialto de Schitterende is een Fantasyroman van Jack Vance en wordt gerekend als behorend tot de reeks De stervende aarde. De serie speelt in het eenentwintigste aeoon, aan het einde der tijden. De zon is oud en bruingeel van kleur en de oude Aarde wordt spaarzaam bewoond door restanten van oude culturen, mens/dier kruisingen en een overgebleven stelletje tovenaars die er niet voor terugdeinzen elkaar dwars te zitten om er zelf beter van te worden.
Oorspronkelijke titel: “Rhialto the Marvellous”, 1984. In het Nederlands vertaald door Jaime Martijn, 1985. Het boek bestaat uit drie min of meer losstaande verhalen.

## De Murthe
De magiër Rhialto, van het eenentwintigste aeoon, geraakt in een ongedurige stemming en wordt tijdens een boswandeling “beskwalmd” door een vrouw die hij ergens aan een meertje ziet staan. Na overleg met collega-magiërs besluit men een conclaaf bijeen te roepen. Tevens blijkt een andere magiër een zekere Lehuster uit het laat-achttiende aeoon gevangengenomen te hebben, welke ook naar de vergadering wordt meegevoerd om aan de tand gevoeld te worden. Deze Lehuster waarschuwt voor een ophanden zijnde aanval van het vrouwelijke. Hij wijst op vrouwelijke verschijnselen die reeds bij enkele aanwezigen zichtbaar zijn: het snel uitsteken en weer intrekken van de tong. Lehuster weet de tovenaarskliek te mobiliseren en met vereende krachten wordt het evenwicht in de eeuwige strijd tussen man en vrouw hersteld.

## Faders Vlaag
Om ongelukken te voorkomen was het restant aan magiërs dat in het eenentwintigste aeoon nog over was, overgehaald om zich te houden aan een code, die vastgelegd was in een optisch prisma, het zogenaamde perciplex, dat ondergebracht was in een ruimte op een winderige bergtop, genaamd “Faders Vlaag”.
Door verveling, of door boosaardigheid, beging een magiër soms een overtreding ten aanzien van de code. Op een dag begon Hache Moncour in het geheim een aantal streken uit te halen, waardoor de magiërgemeenschap zich ging ergeren aan Rhialto. Tijdens een bijeenkomst te Boumergarth, het verblijf van Ildefonse, die ooit door het verbond der magiërs als preceptor aangewezen is, wordt Rhialto, in afwezigheid, schuldig bevonden aan diverse vergrijpen. Zijn magische eigendommen worden verbeurd verklaard en verdeeld onder de leden van het conclaaf. Rhialto, nu vrijwel ontdaan van magische kwaliteiten, beroept zich op het perciplex, dat echter vervalst blijkt. Een zoektocht naar het oorspronkelijk perciplex voert hem naar voorbije aeonen, en langs bijzondere culturen, waarbij hij uiteindelijk informatie vindt over de toedracht van het bedrog. ten slotte wordt Hache Moncour ontmaskerd.

## Morreion
Xexamedes, een aartsvoult afkomstig uit een eerder aeon, wordt betrapt bij het uitgraven van gentiaanwortels. Hij wordt gevangengenomen en zijn magische IOUNstenen worden onder de leden van het tovenaarsconclaaf verdeeld. Xexamedes brengt tijdens zijn ondervraging de persoon van Morreion in herinnering, welke in een zeer ver verleden op reis ging naar het eind van het universum om de bron van IOUNstenen te ontdekken. Zijn collega-magiërs herinneren zich nu hun oud-collega en gaan naar hem op zoek. Een beslissing die waarschijnlijk genomen werd in het besef van het mogelijk verkrijgen van kennis over de vindplaats van IOUN stenen. Morreion wordt gevonden op een verlaten wereld aan het eind van het heelal, waar hij ontelbare jaren in eenzaamheid doorbracht. De magiërs nemen Morreion, die langzaamaan zijn geheugen terugkrijgt, mee naar huis. Zijn terugkomst op de stervende aarde loopt door Rhialto’s toedoen anders voor hem af dan verwacht.